# Luigi Marino (politico 1938)
Luigi Marino (Torre del Greco, 19 agosto 1938) è un politico italiano.

## Biografia
Già membro del Partito Comunista Italiano, alle elezioni politiche del 1992 viene eletto alla Camera dei deputati nelle file di Rifondazione Comunista, confermando poi il seggio a Montecitorio anche dopo le elezioni del 1994.
Alle elezioni politiche del 1996 viene eletto al Senato della Repubblica, venendo nominato capogruppo di Rifondazione Comunista a Palazzo Madama. Dopo la caduta del Governo Prodi I, nell'ottobre 1998 segue Armando Cossutta e Oliviero Diliberto nella scissione che dà vita al Partito dei Comunisti Italiani. 
Conferma il seggio al Senato della Repubblica anche dopo le elezioni politiche del 2001 nella coalizione de L'Ulivo, risultando uno dei due eletti del PdCI a Palazzo Madama. Dal 16 aprile 2003 al 27 aprile 2006 è stato membro della commissione parlamentare d'inchiesta concernente il Dossier Mitrochin e l'attività d'intelligence italiana e dall'8 ottobre 2003 al 27 aprile 2006 della Commissione parlamentare d'Inchiesta sulle Cause dell'Occultamento di fascicoli relativi a crimini nazifascisti, il cosiddetto Armadio della vergogna. Conclude il proprio mandato parlamentare nel 2006.
È membro del Comitato nazionale dell'ANPI - Associazione Nazionale Partigiani d'Italia, presidente dell'ANPI Campania, membro del Comitato provinciale dell'ANPI Napoli, nonché presidente dell'Associazione per i Rapporti Culturali con l'Estero "Maksim Gor'kij", sede locale regionale dell'Associazione Italia Russia, già Associazione Italia-URSS e membro del direttivo dell'Osservatorio sul Sistema Politico-Costituzionale della Federazione Russa.
È direttore della rivista MarxVentuno, fondata nel 2011. Dal 2016 è iscritto al rinato PCI.